# Pugach
Pugach — БпАК тактичного поля бою, призначений для ефективного ураження різних типів наземних цілей, а також для здійснення мінування доріг та інших важкодоступних територій на відстані до 45 км.[ангажоване джерело]
Він оснащений сучасними системами наведення і контролю, що дозволяє виконувати складні бойові завдання з високою точністю. Виробник ТОВ «Бойові птахи України»
Вартість одного комплексу на момент 2024 року сягає близько 1 450 000 гривень.

## Склад комплексу[1]
- Два безпілотних літальний апарати;
- Телевізор та ноутбук;
- Кейс КЗ «Антени»;
- Підставка щогли (2 од.);
- Кейс К1 «Батареї»;
- Кейс К2 «Леєр»;
- Катапульта для запуску БПЛА у повітря;
- Щогла телескопічна (2 од.);

## Переваги комплексу[1][4]
Захоплення цілі.
Скидання Б. Ч. автоматичне та ручне.
15 хв підготовка до вильоту.
Літає в сніг, дощ, туман, мороз до -27°С.
Перезавантаження катапульти 5 ХВ.
Літає без GPS.

## Технічні показники[1]
Розміри: 1600 мм / 730 мм
Злітна вага(без батареї): 5,6 кг
Крейсерська швидкість: 18-22 м/с
Тривалість польоту: 120+ хв
Радіус дії телеметричного та відеосигналів: 45 км
Зліт: Катапульта
Посадка: Автоматична, по-літаковому
Система навігації: GPS, автопілот з інерціальною системою
Силова установка: Безколекторний електричний двигун
Матеріал планера: EPP, каркас із карбону, композит
Система енергоживлення: Літій-іонні акумулятори ємністю до 30 000 мАгод
Кліматичні умови: Всепогодність
Обігрів: Трубки Піто

## Застосування
- Російсько-українська війна